# Astronomical Almanac
Der Astronomical Almanac ist ein offizielles Astronomisches Jahrbuch der internationalen Astronomie (Internationale Astronomische Union, IAU) und der Geowissenschaften (Internationale Union für Geodäsie und Geophysik, IUGG). Er wird in den USA (United States Naval Observatory) und in Großbritannien (Her Majesty’s Nautical Almanac Office) herausgegeben und bildet zusammen mit den Ephemeriden des Sternkatalogs FK6 (siehe Apparent Places of Fundamental Stars) das raumfeste Bezugsystem der Himmels- und Erdwissenschaften.

## Inhalte
Wie das Jahrbuch der APFS (Apparent Places of Fundamental Stars) umfasst auch der Astronomical Almanac etwa 500 Seiten. Der wichtigste Inhalt des Astronomical Almanac – der seit den 1960er-Jahren den international edierten Nachfolger des Berliner Astronomischen Jahrbuches darstellt – sind präzise Vorausberechnungen (Ephemeriden = „auf den Tag gerechnet“) aller größeren Körper des Sonnensystems, insbesondere
- der Sonne (Sonnenbahn als Spiegelbild der Erdbahn), Sonnenrotation (heliografische Koordinaten) und Positionswinkel ihres Nordpols
- des Mondes (Mondphasen und Mondbahn), selenografische Koordinaten
  - kurzperiodische Nutation,
- der 8 großen Planeten (Bahnelemente, geozentrische Örter, Rotationsdaten) und deren größerer Monde
- mehrerer Zwerg- und Kleinplaneten
- Sternörter von ausgewählten Fundamentalsternen
- grundlegende Daten zu Sternzeit, Präzession, Nutation (Astronomie) usw.
- sowie eine ausführliche Erläuterung und Einführung in Astronomische Koordinatensysteme.

Das Jahrbuch erscheint im deutschen Sprachraum meistens im Frühjahr (März) des Vorjahres des Gültigkeitszeitraums.

## Explanatory Supplement
Als ausführlicher Ergänzungsband wird dazu in unregelmäßigen Abständen das Explanatory Supplement publiziert, in dem alle theoretischen Fragen des Bezugssystems (grundlegende Definitionen der IAU sind berücksichtigt) erörtert werden, sowie der zugrunde liegenden Daten, Formeln und astronomischen Rechenmodelle der einzelnen Ephemeriden. Die physikalischen Ephemeriden werden ebenso mathematisch diskutiert wie die natürlichen Satelliten der Planeten. Es umfasst ferner Geschichte, Kalender, Definition der Zeit, Methoden der Ephemeridenrechnung und die Bahnelemente von allen interessanten Himmelsobjekten. Während der Astronomical Almanac nur Positionsdaten enthält, führt dieser Ergänzungsband tief in die Materie ein. Das sehr umfangreiche Buch erschien erstmals 1961 und wurde 1992 und 2013 überarbeitet, teilweise neu geschrieben und an aktuelle wissenschaftliche Entwicklungen und Definitionen in der Astronomie angepasst. Es umfasst derzeit 685 Seiten.

## Geschichte
- 1766: Erstausgabe von The Nautical Almanac and Astronomical Ephemeris für das Jahr 1767 in England;
- 1852: Erstausgabe von The American Ephemeris and Nautical Almanac für das Jahr 1855 in den USA;
- 1960: englische Ausgabe ändert Titel in The Astronomical Ephemeris und beide Ausgaben werden inhaltlich identisch, wobei jedes Land etwa die Hälfte des Inhalts beisteuert;
- 1981: beide Ausgaben ändern den Titel in The Astronomical Almanac und es wird ein Kapitel mit Sternörtern hinzugefügt.